# Cacyparis punctigera
Cacyparis punctigera is een vlinder uit de familie van de visstaartjes (Nolidae). De wetenschappelijke naam is gepubliceerd in 1758 door Linnaeus in de tiende editie van Systema naturae.